# دو موش
دو موش یک نقاشی روغن است که در سال ۱۸۸۴ میلادی توسط ونسان ون گوگ خلق شد. 